# Damernas bom i gymnastik vid olympiska sommarspelen 1984
Damernas bom i gymnastik vid olympiska sommarspelen 1984 avgjordes den 30 juli-1 augusti i Los Angeles.

## Medaljörer
| Gren         | Guld                     | Silver       | Brons             |
| Damernas bom | Simona Păucă Rumänien    | Ingen utsedd | Kathy Johnson USA |
| Damernas bom | Ecaterina Szabó Rumänien | Ingen utsedd | Kathy Johnson USA |

## Resultat
| Placering | Gymnast               | C     | O      | Kval  | Final | Totalt |
| --------- | --------------------- | ----- | ------ | ----- | ----- | ------ |
|           | Simona Păucă (ROU)    | 9,800 | 10,000 | 9,900 | 9,900 | 19,800 |
|           | Ecaterina Szabó (ROU) | 9,750 | 9,950  | 9,850 | 9,950 | 19,800 |
|           | Kathy Johnson (USA)   | 9,850 | 9,750  | 9,800 | 9,850 | 19,650 |
| 4         | Mary Lou Retton (USA) | 9,850 | 9,750  | 9,800 | 9,750 | 19,550 |
| 5         | Ma Yanhong (CHN)      | 9,700 | 9,800  | 9,750 | 9,700 | 19,450 |
| 6         | Romi Kessler (SUI)    | 9,500 | 9,700  | 9,600 | 9,750 | 19,350 |
| 7         | Anja Wilhelm (FRG)    | 9,400 | 9,700  | 9,550 | 9,650 | 19,200 |
| 7         | Chen Yongyan (CHN)    | 9,550 | 9,750  | 9,650 | 9,550 | 19,200 |